# 保加利亞訓練袋

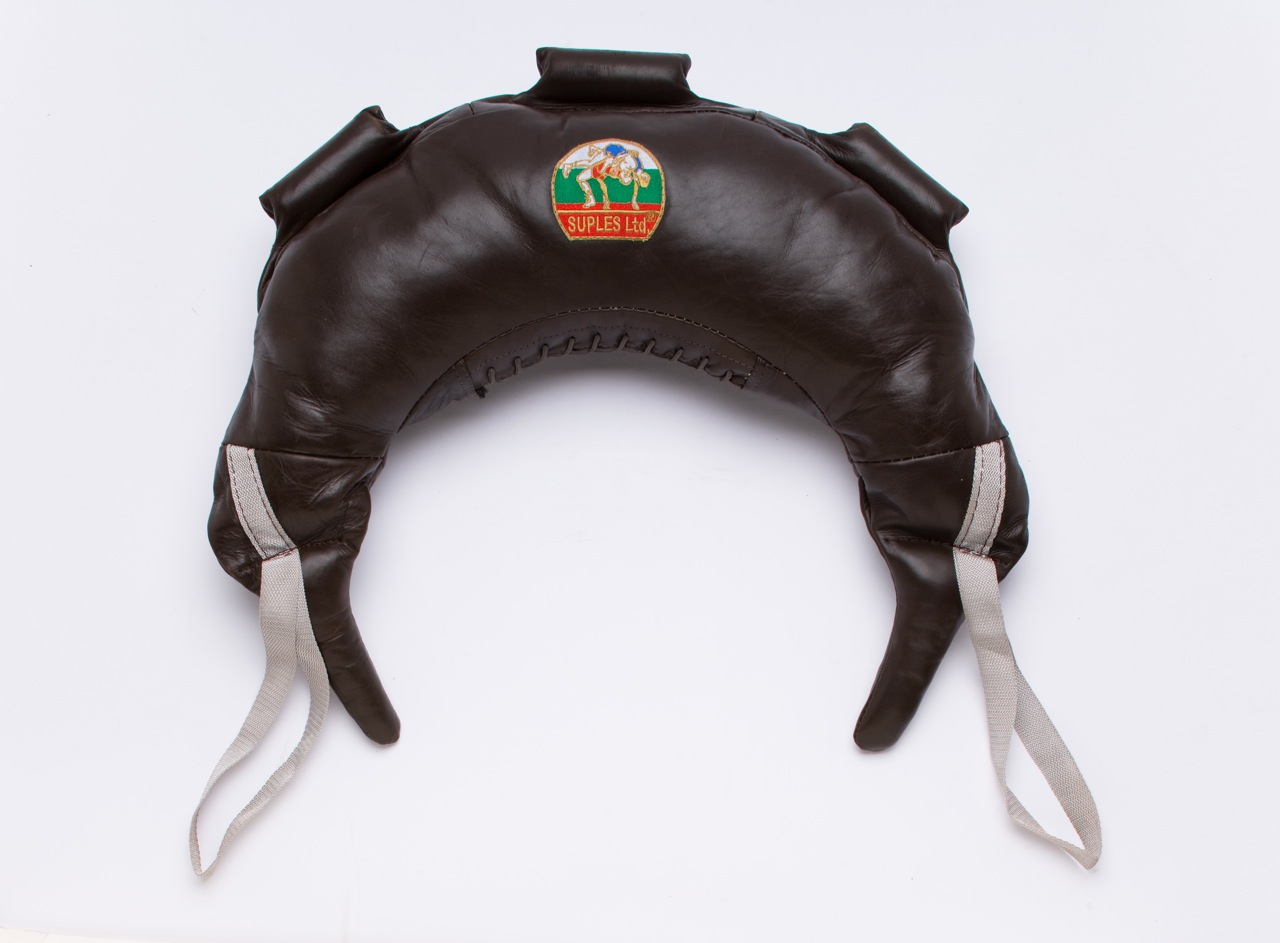
保加利亞訓練袋

保加利亞訓練袋，又名保加利亞沙包（ / ），是一種負重訓練的器材。保加利亞奧運摔角選手伊万·伊万諾夫（Иван Раднев Иванов）於2005年仿照牧羊人把羊隻打橫放在肩膊上的型態所發明。使用方法與壺鈴類似，設有5、8、17、23公斤等不同重量。